# Flèche wallonne 2018
La Flèche wallonne 2018 est la 82e édition de cette course cycliste masculine sur route. Elle a lieu le 18 avril 2018 dans la province de Liège, en Belgique, et fait partie du calendrier UCI World Tour 2018 en catégorie 1.UWT.

## Présentation
La Flèche wallonne connaît en 2018 sa 82e édition. Créée en 1936 par le journal Les Sports, elle est organisée depuis 1993 par Amaury Sport Organisation (ASO), ancienne Société du Tour de France.

### Parcours

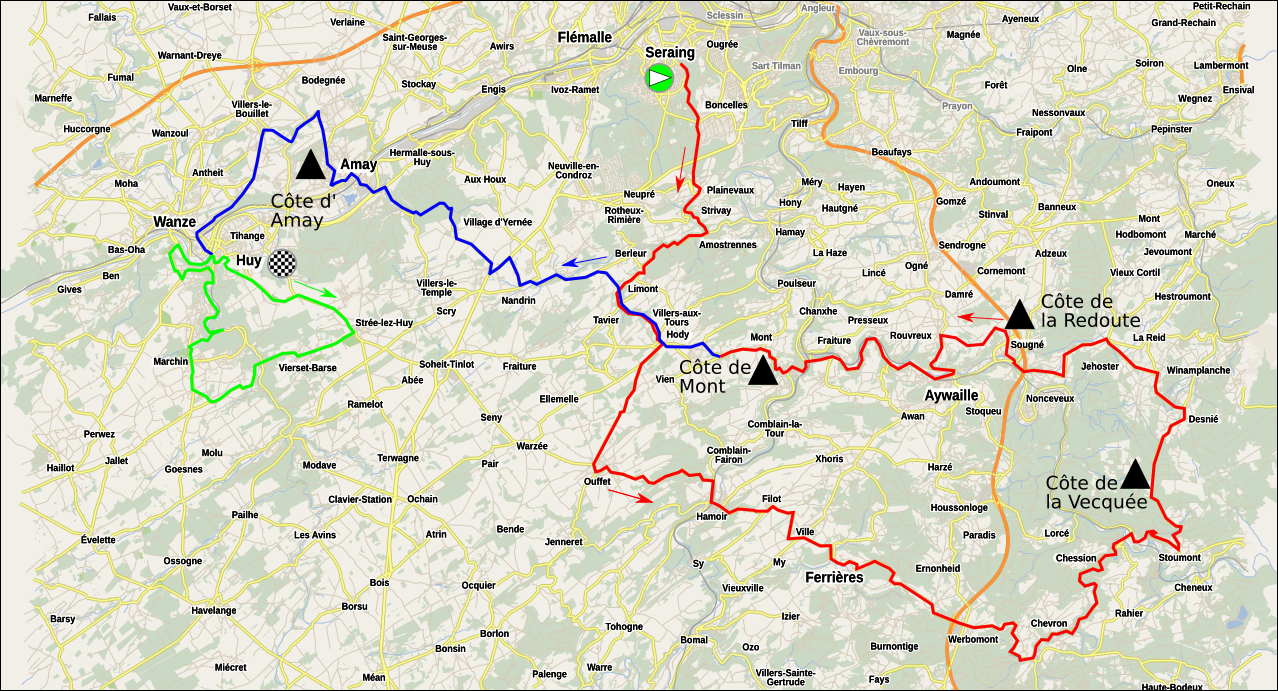
Vue d'ensemble   - Circuit principal - Partie intermédiaire - Circuit, parcouru deux fois
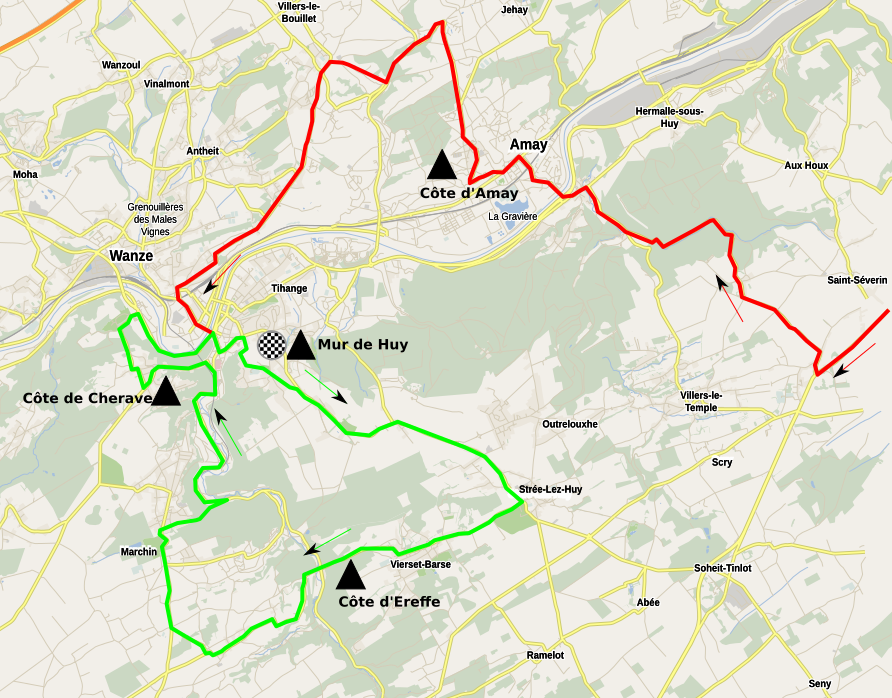
Circuits   - Circuit principal
  - Circuit, parcouru deux fois

Le départ est donné à Seraing et l'arrivée est jugée au sommet du mur de Huy, après 198,5 km de course. Le début du parcours est modifié afin de le rendre plus exigeant. En prenant son départ à Seraing pour la première fois, la course peut emprunter dans sa première moitié les côtes de la Vecquée et de La Redoute, deux difficultés habituelles de la classique Liège-Bastogne-Liège. Le circuit final, passant par les côtes d'Ereffe, de Cherave et le mur de Huy, et dont les coureurs effectuent deux tours, n'est pas modifié.
Onze côtes sont répertoriées pour cette édition :
| Num | Nom                | km    | Longueur (m) | Pente moyenne | km de l'arrivée |
| --- | ------------------ | ----- | ------------ | ------------- | --------------- |
| 1   | Côte de la Vecquée | 65    |              |               |                 |
| 2   | Côte de La Redoute | 82    |              |               |                 |
| 3   | Côte de Mont       | 100   |              |               |                 |
| 4   | Côte d'Amay        | 126,5 | 1 200        | 7,5 %         | 74              |
| 5   | Mur de Huy         | 140,5 | 1 300        | 9,6 %         | 58              |
| 6   | Côte d'Ereffe      | 153   | 2 100        | 5 %           | 45,5            |
| 7   | Côte de Cherave    | 164   | 1 300        | 8,1 %         | 34,5            |
| 8   | Mur de Huy         | 169,5 | 1 300        | 9,6 %         | 29              |
| 9   | Côte d'Ereffe      | 182,5 | 2 100        | 5 %           | 16              |
| 10  | Côte de Cherave    | 193   | 1 300        | 8,1 %         | 5,5             |
| 11  | Mur de Huy         | 198,5 | 1 300        | 9,6 %         | 0               |

## Équipes
La Flèche wallonne figurant au calendrier de l'UCI World Tour, les dix-huit « World Teams » y participent. Sept équipes continentales professionnelles sont invitées : les équipes belges Sport Vlaanderen-Baloise, Wanty-Groupe Gobert et WB-Aqua Protect-Veranclassic, et les équipes françaises Vital Concept, Cofidis, Delko-Marseille Provence-KTM et Fortuneo-Samsic,.
| WorldTeams (18)- Quick-Step Floors - Lotto Soudal - Lotto NL-Jumbo - Team Sunweb - Sky - Groupama-FDJ - AG2R La Mondiale - Movistar Team - Katusha-Alpecin - BMC Racing Team - EF Education First-Drapac p/b Cannondale - Trek-Segafredo - UAE Team Emirates - Bahrain-Merida - Bora-Hansgrohe - Astana - Dimension Data - Mitchelton-Scott Équipes continentales professionnelles (7)- Cofidis, Solutions Crédits - Delko-Marseille Provence-KTM - Fortuneo-Samsic - Vital Concept - Sport Vlaanderen-Baloise - Wanty-Groupe Gobert - WB-Aqua Protect-Veranclassic |
| |

## Déroulement de la course
Huit coureurs, Cesare Benedetti (Bora-Hansgrohe), Romain Combaud (Delko Marseille Provence KTM), Romain Hardy (Fortuneo-Samsic), Anthony Roux (Groupama-FDJ), Patrick Muller (Vital Concept), Anthony Perez (Cofidis), Kevin Van Melsen (Wanty-Groupe Gobert) et Antoine Warnier (VB Aqua Protect Veranclassic), sont échappés en début de course et creusent une avance de cinq minutes. Au pied du premier passage au mur de Huy, celle-ci est réduite à deux minutes. Un contre-attaque prend forme dans cette attention, montrant les intentions offensives des adversaires de Valverde. Rob Power (Mitchelton-Scott), Rui Costa (UAE Team Emirates), Michal Kwiatkowski (Team Sky), Mikel Landa (Movistar) et Jelle Vanendert (Lotto Soudal) comptent quelques secondes d'avance en haut du mur, mais le peloton, emmené par la Movistar, les rattrape à 55 km de l'arrivée.
Dans la côte de l'Ereffe, Michael Gogl (Trek-Segafredo) attaque, emmenant avec lui Enric Mas (Quick-Step Floors). Ils sont rapidement imités par Vincenzo Nibali, à 45 kilomètres de l'arrivée. Si ce dernier ne parvient pas à creuser un écart seul, il secoue le peloton par son offensive et provoque la formation d'un groupe de 24 coureurs, incluant provisoirement Philippe Gilbert, Michal Kwiatkowski, Damiano Caruso et Jakob Fuglsang. Après divers mouvements de course, huit coureurs sont en tête à 36 km de l'arrivée, dans la côte de Cherave : Nibali, Jack Haig, Tanel Kangert, Max Schachmann, et deux rescapés de la première échappée, Anthony Roux et Cesare Benedetti,. Ils obtiennent une demi-minute d'avance, puis 50 secondes lors de la seconde ascension du mur. Malgré la poursuite menée par Mikel Landa pour rattraper ce groupe, celui-ci accroit encore son avance, qui atteint la minute à 15 km de l'arrivée. L'équipe Movistar reçoit alors le soutien de Lotto-Soudal, notamment par Tiesj Benoot, et Bora-Hansgrohe. Alors que l'écart est réduit à une quinzaine de secondes, Jack Haig tente sa chance seul à l'avant, imité ensuite par Nibali, à moins de six kilomètres de l'arrivée. Tous sont rattrapés par le peloton à l'approche du mur de Huy. Schachmann est le dernier à résister et est repris dans l'ascension finale.
Jelle Vanendert fait l'ascension en tête du peloton pour emmener son leader Tim Wellens, puis tente sa chance. Julian Alaphilippe, bien placé dans sa roue, porte l'attaque décisive à 150 mètres de l'arrivée, alors que son coéquipier Schachmann vient d'être rattrapé. Valverde, distancé, semble un temps en mesure de revenir sur Alaphilippe. Ce dernier s'impose cependant nettement, avec 4 secondes d'avance. Croyant Nibali encore devant lui, il franchit la ligne sans lever les bras,. Vanendert complète le podium, à six secondes.
Julian Alaphilippe est le premier Français à remporter la Flèche wallonne depuis Laurent Jalabert en 1997,. Il offre à Quick-Step Floors sa 26e victoire de la saison.
La course, finalement prévisible, a été plus animée qu'à l'accoutumée,. Les attaques, notamment l'échappée formée par Nibali, ont permis d'isoler Valverde, qui n'a plus compté que Landa à ses côtés. Schachmann, en figurant dans le groupe, a permis à ses coéquipiers de Quick-Step Floors de rester dans le sillages des Movistar dans le peloton, avant de réaliser l'exploit de n'être repris qu'en fin d'ascension, ce qui n'était plus arrivé à un échappé depuis 2003.

## Classements

### Classement de la course
| \| Classement général \| Classement général \| Classement général \| Classement général \| Classement général \| \| Coureur \| Coureur \| Pays \| Équipe \| Temps \| \| ------------------ \| --------------------- \| ------------------ \| ------------------ \| ------------------ \| \| 1er \| Julian Alaphilippe \| France \| Quick-Step Floors \| 4 h 53 min 37 s \| \| 2e \| Alejandro Valverde \| Espagne \| Movistar Team \| + 4 s \| \| 3e \| Jelle Vanendert \| Belgique \| Lotto-Soudal \| + 6 s \| \| 4e \| Roman Kreuziger \| Tchéquie \| Mitchelton-Scott \| + 6 s \| \| 5e \| Michael Matthews \| Australie \| Team Sunweb \| + 6 s \| \| 6e \| Bauke Mollema \| Pays-Bas \| Trek-Segafredo \| + 6 s \| \| 7e \| Tim Wellens \| Belgique \| Lotto-Soudal \| + 6 s \| \| 8e \| Maximilian Schachmann \| Allemagne \| Quick-Step Floors \| + 6 s \| \| 9e \| Romain Bardet \| France \| AG2R La Mondiale \| + 6 s \| \| 10e \| Patrick Konrad \| Autriche \| Bora-Hansgrohe \| + 12 s \| \| 11e \| Sergio Henao \| Colombie \| Team Sky \| + 15 s \| \| 12e \| Tom-Jelte Slagter \| Pays-Bas \| Dimension Data \| + 19 s \| \| 13e \| Rudy Molard \| France \| Groupama-FDJ \| + 21 s \| \| 14e \| Diego Ulissi \| Italie \| UAE Team Emirates \| + 25 s \| \| 15e \| Alexis Vuillermoz \| France \| AG2R La Mondiale \| + 28 s \| |                       |           |                   |                 |
| |                       |           |                   |                 |
| Source : ProCyclingStats |                       |           |                   |                 |
| Classement général |                       |           |                   |                 |
| Coureur | Coureur               | Pays      | Équipe            | Temps           |
| 1er | Julian Alaphilippe    | France    | Quick-Step Floors | 4 h 53 min 37 s |
| 2e | Alejandro Valverde    | Espagne   | Movistar Team     | + 4 s           |
| 3e | Jelle Vanendert       | Belgique  | Lotto-Soudal      | + 6 s           |
| 4e | Roman Kreuziger       | Tchéquie  | Mitchelton-Scott  | + 6 s           |
| 5e | Michael Matthews      | Australie | Team Sunweb       | + 6 s           |
| 6e | Bauke Mollema         | Pays-Bas  | Trek-Segafredo    | + 6 s           |
| 7e | Tim Wellens           | Belgique  | Lotto-Soudal      | + 6 s           |
| 8e | Maximilian Schachmann | Allemagne | Quick-Step Floors | + 6 s           |
| 9e | Romain Bardet         | France    | AG2R La Mondiale  | + 6 s           |
| 10e | Patrick Konrad        | Autriche  | Bora-Hansgrohe    | + 12 s          |
| 11e | Sergio Henao          | Colombie  | Team Sky          | + 15 s          |
| 12e | Tom-Jelte Slagter     | Pays-Bas  | Dimension Data    | + 19 s          |
| 13e | Rudy Molard           | France    | Groupama-FDJ      | + 21 s          |
| 14e | Diego Ulissi          | Italie    | UAE Team Emirates | + 25 s          |
| 15e | Alexis Vuillermoz     | France    | AG2R La Mondiale  | + 28 s          |

### Classements UCI
La Flèche wallonne distribue aux soixante premiers coureurs les points suivants pour le classement individuel de l'UCI World Tour (uniquement pour les coureurs membres d'équipes World Tour) et le Classement mondial UCI (pour tous les coureurs) :
| Position           | 1er | 2e  | 3e  | 4e  | 5e  | 6e  | 7e  | 8e  | 9e | 10e | 11e | 12e | 13e | 14e | 15e | 16e à 20e | 21e à 30e | 31e à 50e | 51e à 55e | 56e à 60e |
| Classement général | 400 | 320 | 260 | 220 | 180 | 140 | 120 | 100 | 80 | 68  | 56  | 48  | 40  | 32  | 28  | 24        | 16        | 8         | 4         | 2         |

#### Classements UCI World Tour à l'issue de la course
À l'issue de cette Flèche wallonne, les huit premiers coureurs au classement individuel de l'UCI World Tour conservent leur place. Le vainqueur Julian Alaphilippe entre dans le « top 10 », à la neuvième place. Son équipe, Quick-Step Floors, conforte sa première place.
http://www.dhnet.be/sports/cyclisme/classement-du-worldtour-alaphilippe-remonte-a-la-9e-place-sagan-toujours-leader-5ad76feacd709bfa6b69870c
| Rang | Coureur            | Équipe            | Points |
| ---- | ------------------ | ----------------- | ------ |
| 1er  | Peter Sagan        | Bora-Hansgrohe    | 1901   |
| 2e   | Alejandro Valverde | Movistar          | 1632   |
| 3e   | Niki Terpstra      | Quick-Step Floors | 1297   |
| 4e   | Michael Valgren    | Astana            | 1165   |
| 5e   | Greg Van Avermaet  | BMC Racing        | 993.57 |
| 6e   | Tiesj Benoot       | Lotto-Soudal      | 990    |
| 7e   | Jasper Stuyven     | Trek-Segafredo    | 935    |
| 8e   | Daryl Impey        | Mitchelton-Scott  | 931.57 |
| 9e   | Julian Alaphilippe | Quick-Step Floors | 923    |
| 10e  | Philippe Gilbert   | Quick-Step Floors | 921    |

| Rang | Équipe            | Points  |
| ---- | ----------------- | ------- |
| 1er  | Quick-Step Floors | 6166    |
| 2e   | Mitchelton-Scott  | 3931.99 |
| 3e   | Movistar          | 3863    |
| 4e   | Bora-Hansgrohe    | 3808    |
| 5e   | BMC Racing        | 3239.99 |
| 6e   | Bahrain-Merida    | 2920    |
| 7e   | Lotto-Soudal      | 2803    |
| 8e   | Astana            | 2666    |
| 9e   | Sky               | 2490.01 |
| 10e  | AG2R La Mondiale  | 2403    |

## Liste des participants
- Liste de départ complète

| Légende | Légende                                                                    | Légende | Légende                                                    |
| ------- | -------------------------------------------------------------------------- | ------- | ---------------------------------------------------------- |
| Num     | Dossard de départ porté par le coureur sur cette Flèche wallonne           | Pos     | Position à l'arrivée de la course                          |
|         | Indique un maillot de champion national ou mondial, suivi de sa spécialité | NP      | Indique un coureur qui n'a pas pris le départ de la course |
| AB      | Indique un coureur qui n'a pas terminé la course                           | HD      | Indique un coureur qui a terminé la course hors des délais |

| Movistar MOV                          | Movistar MOV             | Movistar MOV |
| ------------------------------------- | ------------------------ | ------------ |
| Num                                   | Coureur                  | Pos          |
| 1                                     | Alejandro Valverde (ESP) | 2e           |
| 2                                     | Andrey Amador (CRC)      | AB           |
| 3                                     | Winner Anacona (COL)     | AB           |
| 4                                     | Carlos Betancur (COL)    | AB           |
| 5                                     | Imanol Erviti (ESP)      | AB           |
| 6                                     | Mikel Landa (ESP)        | 42e          |
| 7                                     | José Joaquín Rojas (ESP) | 87e          |
| Directeur sportif : José Luis Arrieta |                          |              |

| UAE Emirates UAD                           | UAE Emirates UAD             | UAE Emirates UAD |
| ------------------------------------------ | ---------------------------- | ---------------- |
| Num                                        | Coureur                      | Pos              |
| 11                                         | Daniel Martin (IRL)          | 61e              |
| 12                                         | Matteo Bono (ITA)            | AB               |
| 13                                         | Rui Costa (POR)              | 19e              |
| 14                                         | Manuele Mori (ITA)           | 81e              |
| 15                                         | Aliaksandr Riabushenko (BLR) | 92e              |
| 16                                         | Rory Sutherland (AUS)        | AB               |
| 17                                         | Diego Ulissi (ITA)           | 14e              |
| Directeur sportif : José Antonio Fernández |                              |                  |

| BMC Racing BMC                      | BMC Racing BMC             | BMC Racing BMC |
| ----------------------------------- | -------------------------- | -------------- |
| Num                                 | Coureur                    | Pos            |
| 21                                  | Dylan Teuns (BEL)          | 30e            |
| 22                                  | Loïc Vliegen (BEL)         | AB             |
| 23                                  | Alberto Bettiol (ITA)      | 80e            |
| 24                                  | Damiano Caruso (ITA)       | AB             |
| 25                                  | Alessandro De Marchi (ITA) | 32e            |
| 26                                  | Kilian Frankiny (SUI)      | AB             |
| 27                                  | Simon Gerrans (AUS)        | 86e            |
| Directeur sportif : Jackson Stewart |                            |                |

| Sky SKY                           | Sky SKY                  | Sky SKY |
| --------------------------------- | ------------------------ | ------- |
| Num                               | Coureur                  | Pos     |
| 31                                | Sergio Henao (COL)       | 11e     |
| 32                                | Michał Gołaś (POL)       | AB      |
| 33                                | Łukasz Wiśniowski (POL)  | AB      |
| 34                                | Tao Geoghegan Hart (GBR) | 79e     |
| 35                                | Vasil Kiryienka (BLR)    | AB      |
| 36                                | Michał Kwiatkowski (POL) | 57e     |
| 37                                | Wout Poels (NED)         | 64e     |
| Directeur sportif : Gabriel Rasch |                          |         |

| Mitchelton-Scott MTS              | Mitchelton-Scott MTS          | Mitchelton-Scott MTS |
| --------------------------------- | ----------------------------- | -------------------- |
| Num                               | Coureur                       | Pos                  |
| 41                                | Michael Albasini (SUI)        | AB                   |
| 42                                | Jack Haig (AUS)               | 34e                  |
| 43                                | Lucas Hamilton (AUS)          | AB                   |
| 44                                | Damien Howson (AUS)           | 54e                  |
| 45                                | Christopher Juul Jensen (DEN) | 82e                  |
| 46                                | Roman Kreuziger (CZE)         | 4e                   |
| 47                                | Robert Power (AUS)            | 51e                  |
| Directeur sportif : Matthew White |                               |                      |

| Fortuneo-Samsic TFO               | Fortuneo-Samsic TFO    | Fortuneo-Samsic TFO |
| --------------------------------- | ---------------------- | ------------------- |
| Num                               | Coureur                | Pos                 |
| 51                                | Warren Barguil (FRA)   | 45e                 |
| 52                                | Franck Bonnamour (FRA) | AB                  |
| 53                                | Élie Gesbert (FRA)     | 67e                 |
| 54                                | Romain Hardy (FRA)     | 102e                |
| 55                                | Kévin Ledanois (FRA)   | AB                  |
| 56                                | Amaël Moinard (FRA)    | 100e                |
| 57                                | Florian Vachon (FRA)   | AB                  |
| Directeur sportif : Yvon Ledanois |                        |                     |

| Groupama-FDJ GFC                  | Groupama-FDJ GFC        | Groupama-FDJ GFC |
| --------------------------------- | ----------------------- | ---------------- |
| Num                               | Coureur                 | Pos              |
| 61                                | David Gaudu (FRA)       | AB               |
| 62                                | Valentin Madouas (FRA)  | AB               |
| 63                                | Rudy Molard (FRA)       | 13e              |
| 64                                | Anthony Roux (FRA)      | 36e              |
| 65                                | Romain Seigle (FRA)     | 75e              |
| 66                                | Benoît Vaugrenard (FRA) | 97e              |
| 67                                | Léo Vincent (FRA)       | AB               |
| Directeur sportif : Franck Pineau |                         |                  |

| EF Education First-Drapac EFD   | EF Education First-Drapac EFD | EF Education First-Drapac EFD |
| ------------------------------- | ----------------------------- | ----------------------------- |
| Num                             | Coureur                       | Pos                           |
| 71                              | Rigoberto Urán (COL)          | 28e                           |
| 72                              | Lawson Craddock (USA)         | AB                            |
| 73                              | Alex Howes (USA)              | 88e                           |
| 74                              | Daniel Martínez (COL)         | 44e                           |
| 75                              | Kim Magnusson (SWE)           | AB                            |
| 76                              | Pierre Rolland (FRA)          | 48e                           |
| 77                              | Michael Woods (CAN)           | 33e                           |
| Directeur sportif : Tom Southam |                               |                               |

| Bahrain-Merida TBM                 | Bahrain-Merida TBM        | Bahrain-Merida TBM |
| ---------------------------------- | ------------------------- | ------------------ |
| Num                                | Coureur                   | Pos                |
| 81                                 | Vincenzo Nibali (ITA)     | 43e                |
| 82                                 | Grega Bole (SLO)          | AB                 |
| 83                                 | Enrico Gasparotto (ITA)   | 27e                |
| 84                                 | Ion Izagirre (ESP)        | 101e               |
| 85                                 | Gorka Izagirre (ESP)      | 38e                |
| 86                                 | Franco Pellizotti (ITA)   | 96e                |
| 87                                 | Hermann Pernsteiner (AUT) | 55e                |
| Directeur sportif : Rik Verbrugghe |                           |                    |

| AG2R La Mondiale ALM              | AG2R La Mondiale ALM    | AG2R La Mondiale ALM |
| --------------------------------- | ----------------------- | -------------------- |
| Num                               | Coureur                 | Pos                  |
| 91                                | Alexis Vuillermoz (FRA) | 15e                  |
| 92                                | Romain Bardet (FRA)     | 9e                   |
| 93                                | Jan Bakelants (BEL)     | AB                   |
| 94                                | Benoît Cosnefroy (FRA)  | AB                   |
| 95                                | Axel Domont (FRA)       | 70e                  |
| 96                                | Mathias Frank (SUI)     | 35e                  |
| 97                                | Ben Gastauer (LUX)      | 89e                  |
| Directeur sportif : Julien Jurdie |                         |                      |

| Lotto NL-Jumbo TLJ                 | Lotto NL-Jumbo TLJ      | Lotto NL-Jumbo TLJ |
| ---------------------------------- | ----------------------- | ------------------ |
| Num                                | Coureur                 | Pos                |
| 101                                | Steven Kruijswijk (NED) | 63e                |
| 102                                | Lars Boom (NED)         | AB                 |
| 103                                | Stef Clement (NED)      | 95e                |
| 104                                | Floris De Tier (BEL)    | 46e                |
| 105                                | Robert Gesink (NED)     | 20e                |
| 106                                | Bert-Jan Lindeman (NED) | AB                 |
| 107                                | Paul Martens (GER)      | 84e                |
| Directeur sportif : Nico Verhoeven |                         |                    |

| Bora-Hansgrohe BOH             | Bora-Hansgrohe BOH      | Bora-Hansgrohe BOH |
| ------------------------------ | ----------------------- | ------------------ |
| Num                            | Coureur                 | Pos                |
| 111                            | Rafał Majka (POL)       | 90e                |
| 112                            | Cesare Benedetti (ITA)  | 37e                |
| 113                            | Emanuel Buchmann (GER)  | 26e                |
| 114                            | Patrick Konrad (AUT)    | 10e                |
| 115                            | Jay McCarthy (AUS)      | 21e                |
| 116                            | Gregor Mühlberger (AUT) | AB                 |
| 117                            | Paweł Poljański (POL)   | AB                 |
| Directeur sportif : Jens Zemke |                         |                    |

| Lotto-Soudal LTS                  | Lotto-Soudal LTS         | Lotto-Soudal LTS |
| --------------------------------- | ------------------------ | ---------------- |
| Num                               | Coureur                  | Pos              |
| 121                               | Tim Wellens (BEL)        | 7e               |
| 122                               | Tiesj Benoot (BEL)       | 52e              |
| 123                               | Bjorg Lambrecht (BEL)    | 71e              |
| 124                               | Tomasz Marczyński (POL)  | 91e              |
| 125                               | Maxime Monfort (BEL)     | 78e              |
| 126                               | Tosh Van der Sande (BEL) | 65e              |
| 127                               | Jelle Vanendert (BEL)    | 3e               |
| Directeur sportif : Herman Frison |                          |                  |

| Astana AST                           | Astana AST            | Astana AST |
| ------------------------------------ | --------------------- | ---------- |
| Num                                  | Coureur               | Pos        |
| 131                                  | Jakob Fuglsang (DEN)  | 16e        |
| 132                                  | Andriy Grivko (UKR)   | 59e        |
| 133                                  | Dario Cataldo (ITA)   | 76e        |
| 134                                  | Omar Fraile (ESP)     | 47e        |
| 135                                  | Hugo Houle (CAN)      | AB         |
| 136                                  | Tanel Kangert (EST)   | 40e        |
| 137                                  | Michael Valgren (DEN) | 50e        |
| Directeur sportif : Bruno Cenghialta |                       |            |

| Katusha-Alpecin TKA                    | Katusha-Alpecin TKA      | Katusha-Alpecin TKA |
| -------------------------------------- | ------------------------ | ------------------- |
| Num                                    | Coureur                  | Pos                 |
| 141                                    | Ilnur Zakarin (RUS)      | 18e                 |
| 142                                    | Ian Boswell (USA)        | AB                  |
| 143                                    | Steff Cras (BEL)         | 29e                 |
| 144                                    | Matteo Fabbro (ITA)      | AB                  |
| 145                                    | Robert Kišerlovski (CRO) | 69e                 |
| 146                                    | Maurits Lammertink (NED) | 103e                |
| 147                                    | Willie Smit (RSA)        | 74e                 |
| Directeur sportif : Guennadi Mikhailov |                          |                     |

| Dimension Data DDD                | Dimension Data DDD           | Dimension Data DDD |
| --------------------------------- | ---------------------------- | ------------------ |
| Num                               | Coureur                      | Pos                |
| 151                               | Tom-Jelte Slagter (NED)      | 12e                |
| 152                               | Steve Cummings (GBR)         | 107e               |
| 153                               | Scott Davies (GBR)           | AB                 |
| 154                               | Nicholas Dlamini (RSA)       | AB                 |
| 155                               | Amanuel Gebrezgabihier (ERI) | 53e                |
| 156                               | Benjamin King (USA)          | AB                 |
| 157                               | Serge Pauwels (BEL)          | 17e                |
| Directeur sportif : Roger Hammond |                              |                    |

| Sunweb SUN                       | Sunweb SUN                | Sunweb SUN |
| -------------------------------- | ------------------------- | ---------- |
| Num                              | Coureur                   | Pos        |
| 161                              | Michael Matthews (AUS)    | 5e         |
| 162                              | Johannes Fröhlinger (GER) | AB         |
| 163                              | Simon Geschke (GER)       | 68e        |
| 164                              | Chad Haga (USA)           | 94e        |
| 165                              | Chris Hamilton (AUS)      | 60e        |
| 166                              | Sam Oomen (NED)           | 31e        |
| 167                              | Laurens ten Dam (NED)     | 49e        |
| Directeur sportif : Aike Visbeek |                           |            |

| Trek-Segafredo TFS               | Trek-Segafredo TFS    | Trek-Segafredo TFS |
| -------------------------------- | --------------------- | ------------------ |
| Num                              | Coureur               | Pos                |
| 171                              | Bauke Mollema (NED)   | 6e                 |
| 172                              | Julien Bernard (FRA)  | AB                 |
| 173                              | Gregory Daniel (USA)  | AB                 |
| 174                              | Michael Gogl (AUT)    | 73e                |
| 175                              | Tsgabu Grmay (ETH)    | 39e                |
| 176                              | Ruben Guerreiro (POR) | AB                 |
| 177                              | Toms Skujins (LAT)    | 104e               |
| Directeur sportif : Kim Andersen |                       |                    |

| Quick-Step Floors QST              | Quick-Step Floors QST       | Quick-Step Floors QST |
| ---------------------------------- | --------------------------- | --------------------- |
| Num                                | Coureur                     | Pos                   |
| 181                                | Julian Alaphilippe (FRA)    | 1er                   |
| 182                                | Bob Jungels (LUX)           | 41e                   |
| 183                                | James Knox (GBR)            | AB                    |
| 184                                | Enric Mas (ESP)             | AB                    |
| 185                                | Maximilian Schachmann (GER) | 8e                    |
| 186                                | Pieter Serry (BEL)          | 22e                   |
| 187                                | Philippe Gilbert (BEL)      | 24e                   |
| Directeur sportif : Davide Bramati |                             |                       |

| Wanty-Groupe Gobert WGG                      | Wanty-Groupe Gobert WGG | Wanty-Groupe Gobert WGG |
| -------------------------------------------- | ----------------------- | ----------------------- |
| Num                                          | Coureur                 | Pos                     |
| 191                                          | Guillaume Martin (FRA)  | 93e                     |
| 192                                          | Kévin Van Melsen (BEL)  | AB                      |
| 193                                          | Thomas Degand (BEL)     | 77e                     |
| 194                                          | Fabien Doubey (FRA)     | 72e                     |
| 195                                          | Xandro Meurisse (BEL)   | 66e                     |
| 196                                          | Andrea Pasqualon (ITA)  | 85e                     |
| 197                                          | Dion Smith (NZL)        | AB                      |
| Directeur sportif : Hilaire Van der Schueren |                         |                         |

| Sport Vlaanderen-Baloise SVB          | Sport Vlaanderen-Baloise SVB | Sport Vlaanderen-Baloise SVB |
| ------------------------------------- | ---------------------------- | ---------------------------- |
| Num                                   | Coureur                      | Pos                          |
| 201                                   | Benjamin Declercq (BEL)      | AB                           |
| 202                                   | Kevin Deltombe (BEL)         | 105e                         |
| 203                                   | Thomas Sprengers (BEL)       | 58e                          |
| 204                                   | Dries Van Gestel (BEL)       | AB                           |
| 205                                   | Mathias Van Gompel (BEL)     | AB                           |
| 206                                   | Aaron Verwilst (BEL)         | NP                           |
| 207                                   | Jordi Warlop (BEL)           | AB                           |
| Directeur sportif : Walter Planckaert |                              |                              |

| Cofidis COF                              | Cofidis COF           | Cofidis COF |
| ---------------------------------------- | --------------------- | ----------- |
| Num                                      | Coureur               | Pos         |
| 211                                      | Jesús Herrada (ESP)   | 23e         |
| 212                                      | Daniel Navarro (ESP)  | 62e         |
| 213                                      | Nicolas Edet (FRA)    | 25e         |
| 214                                      | José Herrada (ESP)    | 98e         |
| 215                                      | Luis Ángel Maté (ESP) | AB          |
| 216                                      | Julien Simon (FRA)    | AB          |
| 217                                      | Anthony Perez (FRA)   | 99e         |
| Directeur sportif : Christian Guiberteau |                       |             |

| WB-Aqua Protect-Veranclassic WVA   | WB-Aqua Protect-Veranclassic WVA | WB-Aqua Protect-Veranclassic WVA |
| ---------------------------------- | -------------------------------- | -------------------------------- |
| Num                                | Coureur                          | Pos                              |
| 221                                | Maxime Vantomme (BEL)            | AB                               |
| 222                                | Thomas Deruette (BEL)            | AB                               |
| 223                                | Justin Jules (FRA)               | AB                               |
| 224                                | Christophe Masson (FRA)          | AB                               |
| 225                                | Julien Mortier (BEL)             | 106e                             |
| 226                                | Dimitri Peyskens (BEL)           | AB                               |
| 227                                | Antoine Warnier (BEL)            | AB                               |
| Directeur sportif : Olivier Kaisen |                                  |                                  |

| Delko-Marseille Provence-KTM DMP    | Delko-Marseille Provence-KTM DMP | Delko-Marseille Provence-KTM DMP |
| ----------------------------------- | -------------------------------- | -------------------------------- |
| Num                                 | Coureur                          | Pos                              |
| 231                                 | Romain Combaud (FRA)             | AB                               |
| 232                                 | Julien El Fares (FRA)            | AB                               |
| 233                                 | Mauro Finetto (ITA)              | 56e                              |
| 234                                 | Ángel Madrazo (ESP)              | AB                               |
| 235                                 | Jhon Anderson Rodríguez (COL)    | AB                               |
| 236                                 | Julien Trarieux (FRA)            | AB                               |
| 237                                 | Lucas De Rossi (FRA)             | AB                               |
| Directeur sportif : Andy Flickinger |                                  |                                  |

| Vital Concept VCC               | Vital Concept VCC    | Vital Concept VCC |
| ------------------------------- | -------------------- | ----------------- |
| Num                             | Coureur              | Pos               |
| 241                             | Quentin Pacher (FRA) | AB                |
| 242                             | Yoann Bagot (FRA)    | AB                |
| 243                             | Johan Le Bon (FRA)   | AB                |
| 244                             | Justin Mottier (FRA) | AB                |
| 245                             | Patrick Müller (SUI) | AB                |
| 246                             | Kévin Reza (FRA)     | 83e               |
| 247                             | Tanguy Turgis (FRA)  | AB                |
| Directeur sportif : Didier Rous |                      |                   |